# 연서도서관
연서도서관은 경기도 광명시에 있는 공공 도서관이다.

## 연혁
- 2018년 7월 9일 연서도서관 착공.
- 2020년 7월 31일 연서도서관 준공.
- 2020년 9월 28일 연서도서관 개관.